# Герчо Атанасов
Герчо Вичев Атанасов е български писател и публицист.

## Биография и творчество
Роден е на 12 септември 1931 г. в Шумен, Царство България.
Член на БКП. Отговорен секретар в сп. „Септември“. 

## Произведения

### Романи
- Ваканция на изненадите (1965), изд. „Народна младеж“
- Ленинград, интимно (1963), изд. „Народна младеж“
- И никога не е късно (1977), изд. „Български писател“, (1990) изд. „Народна младеж“
- Провинциална история (1978), изд. „Профиздат“, (1979, 1984), изд. „Христо Г. Данов“, (1982), изд. „Български писател“
- Изчакай утрото (1980), изд. „Христо Г. Данов”
- Греших докрай (1984), изд. „Български писател“, (1986), изд. „Христо Г. Данов“, през 1987 г. издаден на руски
- Само мъртвите не говорят (1987), изд. „Христо Г. Данов“

### Очерци
- България и ти (1966), изд. „Народна младеж“, очерк за социалистическото строителство, предназначен за юноши

### Сборници
- Градско небе (1962), изд. „Народна младеж“ – разкази
- Наивният (1965), изд. „Български писател“ – разкази
- Докато очакваме (1972), изд. „Български писател“ – разкази
- Встрани от магистралата (1974), изд. „Профиздат“ – разкази и новели
- Както в живота (1974), изд. „Български писател“ – разкази и новели
- Нощ в хотел „Пауталия“ (1981), изд. „Народна младеж“ – избрани разкази и новели
- Аз, щастливецът (1988), изд. „Български писател“ – разкази и новели
- Не се съмнявай излишно: Иронични миниатюри (1997), изд. „Христо Ботев“

### Екранизации
- Началото на една ваканция (1966) – по романа „Ваканция на изненадите“, с участието на Диляна Бъчварова, Мая Драгоманска, Крум Ацев